# Félix Bossuet

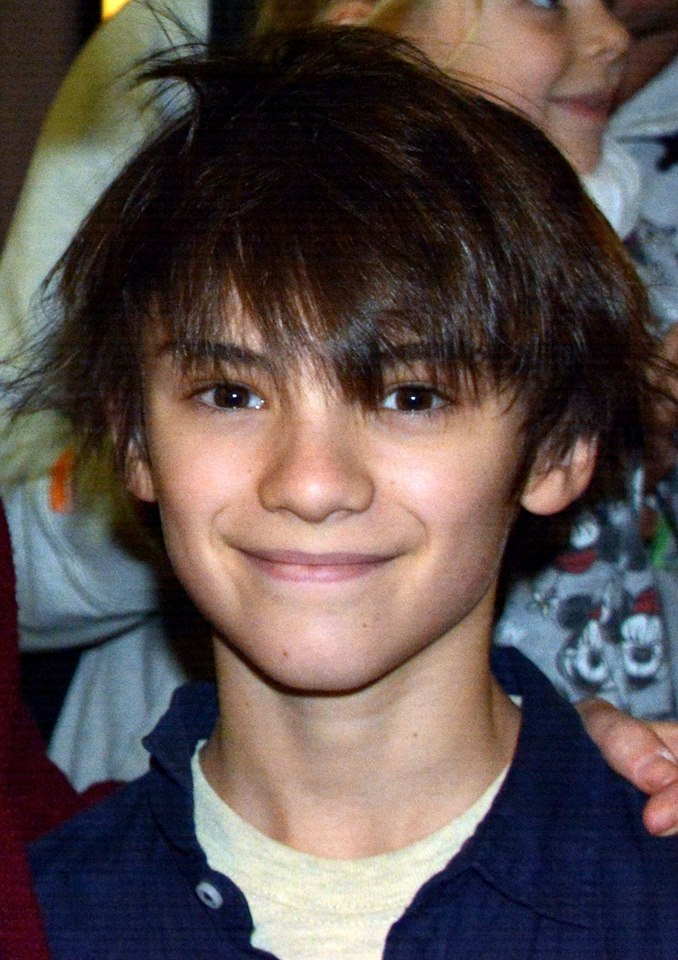
Félix Bossuet en 2017.

Félix Bossuet  (23 de febrero de 2005, París) es un actor francés conocido por haber participado en el reparto de la saga Belle et Sébastien, donde interpretaba a Sébastien.

## Filmografía
- 2013 : Belle et Sébastien de Nicolas Vanier : Sébastien
- 2015 : Belle et Sébastien : l'aventure continue de Christian Duguay : Sébastien
- 2015 : Mon roi de Maïwenn : Simbad enfant
- 2016 : Chocolat de Roschdy Zem : Gustave
- 2016 : Éternité, de Trần Anh Hùng : Jean (8-9 ans)
- 2016 : Débarquement immédiat de Philippe de Chauveron : Antoine
- 2016 : Capitaine Marleau - episodio 5 : En trompe l’œil : Alex
- 2017 : Belle et Sébastien 3, pour la vie : Sébastien